# Canray Fontenot

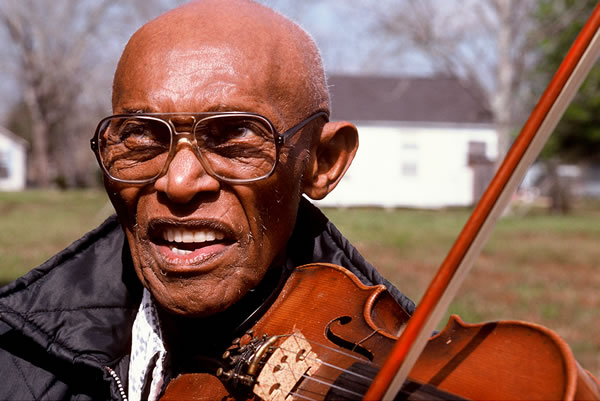
Canray Fontenot, 1986

Canray Fontenot (* 16. Oktober 1922 in L'anse Aux Vachesla, Louisiana; † 29. Juli 1995 in Welsh, Louisiana) war ein US-amerikanischer Cajun-Musiker. Er wurde als der letzte der großen kreolischen Cajun-Fiddler bezeichnet. Zu seinen bekanntesten Songs gehören Joe Pitre a Deux Femmes, Les Barres de la Prison und Bonsou Moreau.
Fontenot, der auf einer Farm aufwuchs, hatte musikalische Eltern, die beide Akkordeon spielten. Sein Vater Adam Fontenot genoss eine gewisse Popularität im Südwesten Louisianas. Später machte Canray Aufnahmen fast aller Songs seines Vaters. Bekannt wurde er auch als Partner des Akkordeonisten Bois Sec Ardoin.